# Saint-Thois
Saint-Thois è un comune francese di 745 abitanti situato nel dipartimento del Finistère nella regione della Bretagna.

## Società

### Evoluzione demografica
Abitanti censiti